# Colli Morenici Mantovani del Garda rosso o rosato
Il Colli Morenici Mantovani del Garda rosso o rosato è un vino DOC la cui produzione è consentita nella provincia di Mantova.

## Caratteristiche organolettiche
- colore: rosso o rosato rubino chiaro, tendente al cerasuolo con l'invecchiamento
- odore: vinoso delicato gradevole
- sapore: asciutto, armonico, leggermente amarognolo

## Produzione
Provincia, stagione, volume in ettolitri
- nessun dato disponibile